# 西林街道 (常州市)
西林街道，是中华人民共和国江苏省常州市钟楼区下辖的一个乡镇级行政单位。

## 行政区划
西林街道下辖以下地区：
朱夏墅社区、西林社区、马家社区、凌家社区、邹傅社区、东岱社区和张家社区。